# Judas Kiss
Judas Kiss is een film uit 2011 geregisseerd door J.T. Tepnapa. Het is tevens zijn eerste langspeelfilm, daarvoor produceerde hij kortfilms met succes. Het verhaal is van Tepnapa en Carlos Pedraza. In de hoofdrollen spelen Charlie David, Richard Harmon, Sean Paul Lockhart en Timo Descamps.

## Verhaal
Zachary Wells is een mislukte filmmaker. Op aanraden van zijn beste vriend Topher, die tevens directeur is van een universiteit waar men een filmrichting heeft, wordt hij jurylid voor het jaarlijkse filmfestival van die universiteit waar de laatstejaars hun eindexamen voorstellen. Zach, een homoseksueel, gaat in die stad naar een gaybar en maakt daar kennis met een aantrekkelijke, maar veel jongere man. Zach neemt hem mee naar zijn kamer en beiden hebben gemeenschap. De volgende ochtend vertrekt de jongeman. Zachary is verbaasd wanneer diezelfde jongeman 's namiddags opdaagt om zijn filmproject voor te stellen aan de jury. Hij stelt zich voor als Danny Reyes en zijn film noemt "Judas Kiss". Zachary is nogmaals verbaasd omdat hijzelf jaren eerder op diezelfde school won met een film "Judas Kiss" en dat hij het pseudoniem "Danny Reyes" gebruikte. Zachary gaat op onderzoek en ontmoet enkele keren een mysterieuze, kettingrokende medewerker van de campus. Deze man zegt Zachary regelmatig "Verander de jongen zijn verleden, verander jouw eigen toekomst". Zachary begint meer en meer te beseffen dat hij in een soort van verleden zit en dat de "Danny Reyes" die hij nu ontmoet zijn eigen jongere versie is. Hierdoor beseft Zachary dat wanneer hij de jongen laat slagen, hijzelf een mislukte filmmaker blijft. Indien hij de jongen laat zakken, zal hij mogelijk een andere studierichting volgen waardoor Zachary er "in zijn eigen tijdlijn" mogelijk beter uitkomt.

## Rolverdeling
| Acteur             | Personage                 |
| ------------------ | ------------------------- |
| Charlie David      | Zachary "Zach" Wells      |
| Richard Harmon     | Daniel "Danny" Reyes, Jr. |
| Sean Paul Lockhart | Chris Wachowsky           |
| Timo Descamps      | als Shane Lyons           |
| Julia Morizawa     | Abbey Park                |
| Ron Boyd           | Ralph Garlington          |